# Cementerio General de Los Ángeles
El Cementerio General de Los Ángeles es un camposanto público y laico chileno ubicado en la comuna de Los Ángeles, Región del Biobío. Es administrado por la Municipalidad de Los Ángeles a través de una oficina especializada para ello (Área Cementerio). 

## Historia
Inaugurado en 1850, como resultado de la donación por parte de la familia Robles de un predio para su edificación, con el fin de brindar sepultura a todos los no católicos de la ciudad y de los alrededores de la provincia del Biobío, debido a todas las restricciones que el Estado chileno le imponía a los fallecidos que no profesaban el catolicismo como religión, al no haber una separación Iglesia-Estado, hasta la promulgación de las leyes laicas a fines del siglo XIX por el presidente Domingo Santa María. Por esta razón, es que fue emplazado alejado de los límites urbanos de la ciudad de aquella época (actualmente a un costado de la Ruta 5 Sur), a una apropiada distancia del Cementerio Católico, el cual era el único considerado como «oficial». En 1858, se fundó en las cercanías al cementerio la Colonia Humán, con inmigrantes europeos de origen germánico, principalmente austrohúngaros, alemanes y suizos, en su mayoría de fe protestante.

## Lugares de interés

### Patio de los inmigrantes
Este patio ubicado al lado derecho desde el acceso principal al cementerio, fue uno de los primeros en ser creados con el propósito de albergar delimitadamente a quienes no eran católicos, entre los que se contaban principalmente, a las familias de descendientes de europeos llegados como colonos a la región, como también de algunas familias inmigrantes cristianas de Oriente Medio.

### Sepulturas destacadas
- Tumba de Clorinda Riquelme de la Barrera: quien fuera sobrina de Isabel Riquelme, madre de Bernardo O'Higgins. Proveniente de una acaudalada familia de terratenientes, los cuales eran propietarios del antiguo Fundo Paillihue, emplazado al sureste de los límites de la actual área urbana comunal. Sus restos mortales se encuentran depositados en el mausoleo de la familia de la Maza.
- Tumba de Las Profesoras: Se trata de dos docentes chilenas, Anita Figueroa Saavedra y Carmen Luisa Olivares, que fueron brutalmente asesinadas en 1966 en la localidad de Cuñibal, en la ruta que une Los Ángeles con Santa Bárbara. Su tumba se convirtió en una tipo de devoción popular hecha animita de cementerio.
- Tumba de Santiago Castro: Con tan solo 16 años de edad, fue el creador de la bandera comunal luego de haber ganado un concurso abierto para el diseño de la bandera, siendo declarada oficialmente en 1975 por el alcalde de entonces, Mario Ríos Santander.[2]
- Sepultura de Domingo Contreras Gómez
- Tumba de Claudio Valdés conocido como El Gitano , un cantante popular chileno de música gitana fallecido en 2021.